# Haldenwang (Allgäu)
Haldenwang is een gemeente in de Duitse deelstaat Beieren en maakt deel uit van het Landkreis Oberallgäu. Haldenwang (Allgäu) telt 3.850 inwoners.
Monumenten zijn de kerk van Sankt Theodor und Alexander en een kapel.
Altusried · Bad Hindelang · Balderschwang · Betzigau · Blaichach · Bolsterlang · Buchenberg · Burgberg i.Allgäu · Dietmannsried · Durach · Fischen i. Allgäu · Haldenwang · Immenstadt i. Allgäu · Lauben · Missen-Wilhams · Obermaiselstein · Oberstaufen · Oberstdorf · Ofterschwang · Oy-Mittelberg · Rettenberg · Sonthofen · Sulzberg · Waltenhofen · Weitnau · Wertach · Wiggensbach · Wildpoldsried